# Рајлинген
Рајлинген (њем. Reilingen) општина је у њемачкој савезној држави Баден-Виртемберг. Једно је од 54 општинска средишта округа Рајн-Некар. Према процјени из 2010. у општини је живјело 7.080 становника. Посједује регионалну шифру (AGS) 8226068.

## Географски и демографски подаци
Рајлинген се налази у савезној држави Баден-Виртемберг у округу Рајн-Некар. Општина се налази на надморској висини од 102 метра. Површина општине износи 16,4 km². У самом мјесту је, према процјени из 2010. године, живјело 7.080 становника. Просјечна густина становништва износи 433 становника/km².

## Међународна сарадња
| Мјесто | Држава               | Врста сарадње | Од    |
| ------ | -------------------- | ------------- | ----- |
| Мецаго | Италија              | контакт       | 2007. |
| Коршам | Уједињено Краљевство | контакт       | 2000. |
|        | Француска            | партнерство   | 1989. |
| Извор  |                      |               |       |